# Некропол в Гиза
Некрополът в Гиза (на арабски: جيزة يسروبوليس) е археологически обект, разположен на платото Гиза в Египет, на западния бряг на Нил.
Представлява част от Мемфиския некропол. Намира се на 9 километра навътре в брега от стария град Гиза и на 25 километра югозападно от Кайро. Състои се от комплекс древноегипетски погребални и религиозни паметници, между които най-значимите са Големият сфинкс, Хеопсовата пирамида, Пирамидата на Хефрен и Пирамидата на Микерин. Тези пирамиди не са разположени по права линия. Те са най-старият и единственият запазен до днес паметник от 7-те чудеса на Античния свят.

## Пирамиди в Гиза

### Хеопсовата пирамида
Хеопсовата пирамида, наречена още Великата пирамида или Голямата пирамида е най-голямата от египетските пирамиди. Тя е с първоначална височина 146,5 m и страна на основата от четирите страни 231 m, но днес е висока 138,8 m, а основата има дължина 230,4 m. Може да се каже, че е запазена почти изцяло, липсват само мраморната ѝ облицовка и върхът. Варовикът на пирамидата е разграбен, за да се построи Кайро. Египтолози считат, че е строена в продължение на 20 години и завършена около 2580 г. пр.н.е. Тя остава най-високата постройка в целия свят за следващите 3800 години. Въпреки че не са намерени никакви останки на фараон в нея, археолозите и египтолозите предполагат, че се касае за гробницата на египетския фараон от четвъртата династия Хуфу (познат с гръцкото си име Хеопс), управлявал Древен Египет в периода от 2606 г. пр.н.е. до 2583 г. пр.н.е.
В Хеопсовата пирамида има три известни големи стаи (камери). Долната камера е издълбана в самия камък и служи за основа на пирамидата. Тя е незавършена. Така наречените кралски покои (по една стая за краля и кралицата) са разположени по-високо в структурата на пирамидата. Голямата пирамида е единствената известна пирамида, която има възходящи и низходящи коридори.

### Пирамидата на Хефрен
Пирамидата на Хефрен е втората по големина, тя е по-малка от Хеопсовата пирамида, но по-голяма от тази на Микерин. От трите пирамиди пирамидата на Хефрен е единствената, която все още има частично запазена оригиналната мраморна облицовка. Подобно на останалите и тя е построена от големи каменни блокове варовик, тежащи средно по около 2 тона. Дължината на страната на основата на пирамидата е 215,5 m, а височината 136.4 m. Оригиналният размер на страната на основата е 143.5 m. Наклонът ѝ е 53° 10'. Изградена е върху камък, висок 10 m, а и е малко по-стръмна от другите, затова изглежда по-висока.
Хефрен (или известен още като Хафра, Кафре) е фараон от четвъртата династия, син на Хофу и баща на Микерин. Пирамидата е построена по време на неговото управление, а също така са извършени строителни работи по сфинкса. Има предположение, че именно неговото лице е изваяно на сфинкса.

### Пирамида на Микерин
Пирамидата на Микерин (гръцкото название) или Менкаура (египетското название) е съвсем скромна в сравнение с другите 2, но по показания на очевидци е най-прекрасната. Нейният обем от 260 m3 е около 1/10 от обема на Хеопсовата пирамида. Тя е най-южно разположената, най-късно построената и най-ниската от 3-те. Гробница е на фараона от четвърта династия Микерин (Менкаура).
Оригиналната ѝ височина е 65,5 m, а оригиналната дължина на основата 108,4 m. Сега е висока 61 m, а дължината на страната на основата ѝ е 106 m. Изградена е от варовик и гранит. Долните 16 реда са гранит и очевидно незавършени, докато горните редове са от варовик. Вътрешността ѝ също се отличава с неединност и липсата на общ план.

## Големият сфинкс
Големият сфинкс представлява голяма статуя на сфинкс, символизираща фараона на Древен Египет като въплъщение на бога на слънцето Ра. Поради тази причина той гледа на изток, към посоката на изгряващото слънце. Огромната статуя с човешка глава и тяло на лъв пази покоя на фараоните, погребани в пирамидите. Липсва носът с ширина един метър. Предполага се, че е вследствие на пушечно ядро по време на битката на Наполеон с турците (1798 г.). Други версии са, че са англичаните или мамелюките. Против тези версии говорят рисунките на датски пътешественик, които представят сфинкса без нос още през 1737 г.
Освен носа, липсва и брадата му, която е във формата на куб. И за нея има противоречиви данни кога точно е изчезнала.
Сфинксът датира от 2500 г. пр.н.е. Човешкото лице е широко шест метра, издялано от варовик. Според класическата египтология изображението е на Хефрен – син на Хеопс. Но през 2004 г. френският археолог от български произход Васил Добрев предлага нова теория съгласно която Големият сфинкс в Гиза е построен от фараона Джедефре в чест на баща си Хеопс. Тази теория вече се споделя от редица египтолози в света.
В гръцките митове Сфинксът е крилато чудовище с тяло на лъв, но с глава и гърди на жена.

## Работническото селище
Работата по кариерите за преместване, дялане и скулптуриране на огромно количество каменни блокове, използвани за изграждането на пирамидите може да се осъществи от няколко хиляди квалифицирани, неквалифицирани работници и поддържащ персонал. Хлебопроизводители, дърводелци, превозвачи на вода и други също са необходими за проекта. Както за методите, използвани за построяването на пирамидите, така и за броя на работниците все още се водят спорове и има различни тези. Когато гръцкият историк Херодот посещава Гиза в 450 г. пр.н.е, му е казано от египетските жреци, че за Голямата пирамида са били необходими 400 000 мъже и 20 години за да се изгради, работещи на смени по 3 месеца, по 100 000 в даден момент от време. По данни от гробниците може да се съди, че работната сила на 10 000 работници, работещи на смени по три месеца за период от около 30 години е била необходима за да се построи пирамидата.
Комплексът е заобиколен от голяма каменна стена, извън която Марк Лехнер и екипът му откриват град, където са настанени работниците на пирамидите. Този град е разположен на югоизток от Хефрен и Микерин комплексите. Сред откритията на работническото селище са комунални спални помещения, пекарни, пивоварни и кухни (показващи че хляб, говеждо месо и риба са основните храни), болница и едно гробище (където някои от скелетите са открити с признаци на травма, свързани с инциденти на строителната площадка). Откритият град изглежда е същестувал около средата на Четвъртата династия на Египет (2520 – 2472 пр.н.е.), след завършване на строежа на Голямата пирамида. Според Марк Лехнер развитието на този градски комплекс трябва да е доста бързо – 35 до 50 години, като обхваща управлението на Хефрен и Микерин, строителите на Втората и Трета пирамиди в Гиза.
Екипът заключава, че това е едно от най-ранните планирани градски селища, най-вероятно строено по време на управлението на тези два фараона: Хефрен (2520 – 2494 г. пр.н.е.) и Микерин (2490 – 2472 г. пр.н.е.).

## Карта на платото Гиза
|  | 1. Пирамида на Хеопс 2. Пирамида на Хефрен 3. Пирамида на Микерин 4. Погребален храм на Хефрен 5. Погребален храм 6. Пирамида спътник 7. Храм на Хефрен в долината 8. Храм на Микерин в долината 9. Гробница на царица Хетеп-Херес I 10. Пирамида на Хенткаус I 11. Пирамиди на царици 12. мастаби 13. Големият сфинкс 14. Храм на сфинкса 15. Гробница на Хемиуну 16. Център за изучаване на пирамидите 17. Билетна каса | 18. Ями, в които са намерени Слънчевите лодки 19. Новия път 20. Гробници, изсечени в скалите 21. Село на занаятчии 22. Кайро 23. Село Назлет-ел-Самман 24. Погребален път 25. Каменоломна на Микерин 26. Съвременно гробище 27. На юг, гробници издълбани в скалите 28. Стена на оградата 29. Мастаби и гробници, издълбани в скалите 30. Западно гробище 31. Източно гробище 32. Зона с мастаби в центъра и гробници, издълбани в скалите |